# 狄皮
狄皮（高棉语： ទ្រី ភាព ）下柬埔寨人，出生于柬埔寨王国干拉省干拉斯登县 ，柬埔寨木材大亨，狄皮集团董事长，2004年受封为勋爵，笃信中国风水文化，狄皮是柬埔寨十大最具影响力勋爵中排名第七,并与洪森家族关系密切的勋爵之一， 

## 家庭
- 父亲名叫狄辟，母亲名也乙，
- 兄弟姐妹6人，（狄宋隆、狄护、狄阳、狄因、狄伯）

## 集团公司
狄皮集团是柬埔寨大型综合性企业之一，涉及木材、农业、房地产、公寓、物流、干码头、港口、石油、经济特区、赌场、酒店等各种业务，同时，狄皮集团与其旗下子公司还从柬埔寨政府共获面积7万公顷的土地，